# Lida Maria Manthopoulou
Lida Maria Manthopoulou (griechisch Λήδα Μαρία Μανθοπούλου; * 14. Juni 2005 in Athen) ist eine griechische Para-Leichtathletin, die bei den Paralympischen Sommerspielen 2024 eine Silbermedaille gewann.

## Leben und Karriere
Lida Manthopoulou ist die Tochter von Stella Tsiatsiou und dem Schauspieler Aiantas Manthopoulos. Sie hat einen jüngeren Bruder, Christos Manthopoulos, der professionell Basketball spielt. Am Anfang ihrer Karriere als Leichtathletin nahm sie in Griechenland an Wettbewerben im 60- und 100-Meterlauf teil. Ihre persönliche Bestzeiten waren 12,22 Sekunden über 100 Meter im Juli 2021 und 8,00 Sekunden über 60 Meter im Februar 2020. 2021 wurde sie bei den griechischen Meisterschaften U18 mit 12,39 Sekunden über 100 Meter Erste. Bei diesem Wettkampf vertrat sie ihren Verein Pelasgos AS Larissas (ΠΕΛΑΣΓΟΣ ΑΣ ΛΑΡΙΣΑΣ).
Als sie siebzehn Jahren alt war, wurde bei ihr Multiple Sklerose diagnostiziert. Obwohl diese Krankheit, wie selbst sagte ihr Leben radikal veränderte, verfolgte sie weiter eine Karriere als Leichtathletin und wechselte zum Para-Sport. Seitdem ist sie Mitglied im Sportclub Amea ELPIDA Thessalonikis (Αθλητικός Σύλλογος ΑμεΑ ΕΛΠΙΔΑ Θεσσαλονίκης), der auf Sport für Personen mit Beeinträchtigung spezialisiert ist.
Sie stellte nach ihrer Diagnose im April 2024 in Trikala mit 12,67 Sekunden über 100 Meter ihre neue persönliche Bestzeit auf. Bei den griechischen Para-Leichtathletikmeisterschaften 2024 wurde sie mit 12,69 Sekunden über 100 Meter in der Kategorie T38/T37 Erste. Kurz darauf qualifizierte sie sich für die Paralympischen Sommerspiele 2024 in Paris. Bei den Spielen lief sie im Vorlauf des 100-Meter-Laufs der Kategorie T38 mit 12,53 Sekunden eine neue Bestzeit und qualifizierte sich für das Finale. Dort kam sie hinter der Kolumbianerin Karen Palomeque Moreno, die mit 12,26 Sekunden einen neuen Weltrekord lief, als Zweite mit 12,49 Sekunden über die Ziellinie und gewann die Silbermedaille.
Lida Maria Manthopoulou lebt in Larisa und wird von Vasiliki Bekiari trainiert.

## Auszeichnungen
Im Dezember 2024 wurde Lida Maria Manthopoulou von der Panhellenischen Vereinigung der Sportpresse (Πανελλήνιοε Σύνδεσμος Αθλητικού Τύπου) als Top-Sportlerin des Jahres ausgezeichnet.